# Каябашъ (квартал на Истанбул)
„Каябашъ“ (на турски: Kayabaşı) е квартал на Истанбул, разположен в околия Башакшехир. Общата му площ е 13,8 км2. Според данни на Адресната система за регистриране на населението (ABPRS) към 2023 г. населението на „Каябашъ“ е 108 455 жители.